# Lipimávida
Lipimávida es una localidad costera chilena perteneciente a la comuna de Vichuquén, provincia de Curicó, en la región del Maule. Está situada a 14 km al oeste de la localidad de Vichuquén, y contaba con una población de 338 habitantes en 2017.

## Descripción
La localidad se ubica en la costa norte de la región del Maule, siendo un balneario frecuentado por turistas en temporada estival. El principal acceso a la localidad viene dado mediante la ruta J-60, que la conecta con localidades como Iloca, Duao y Curicó.

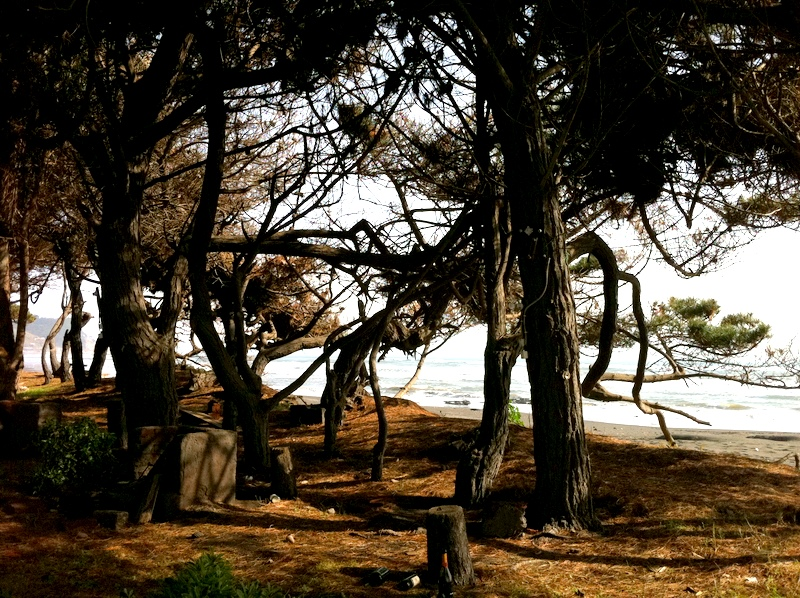
Zona de acampada en Lipimávida.

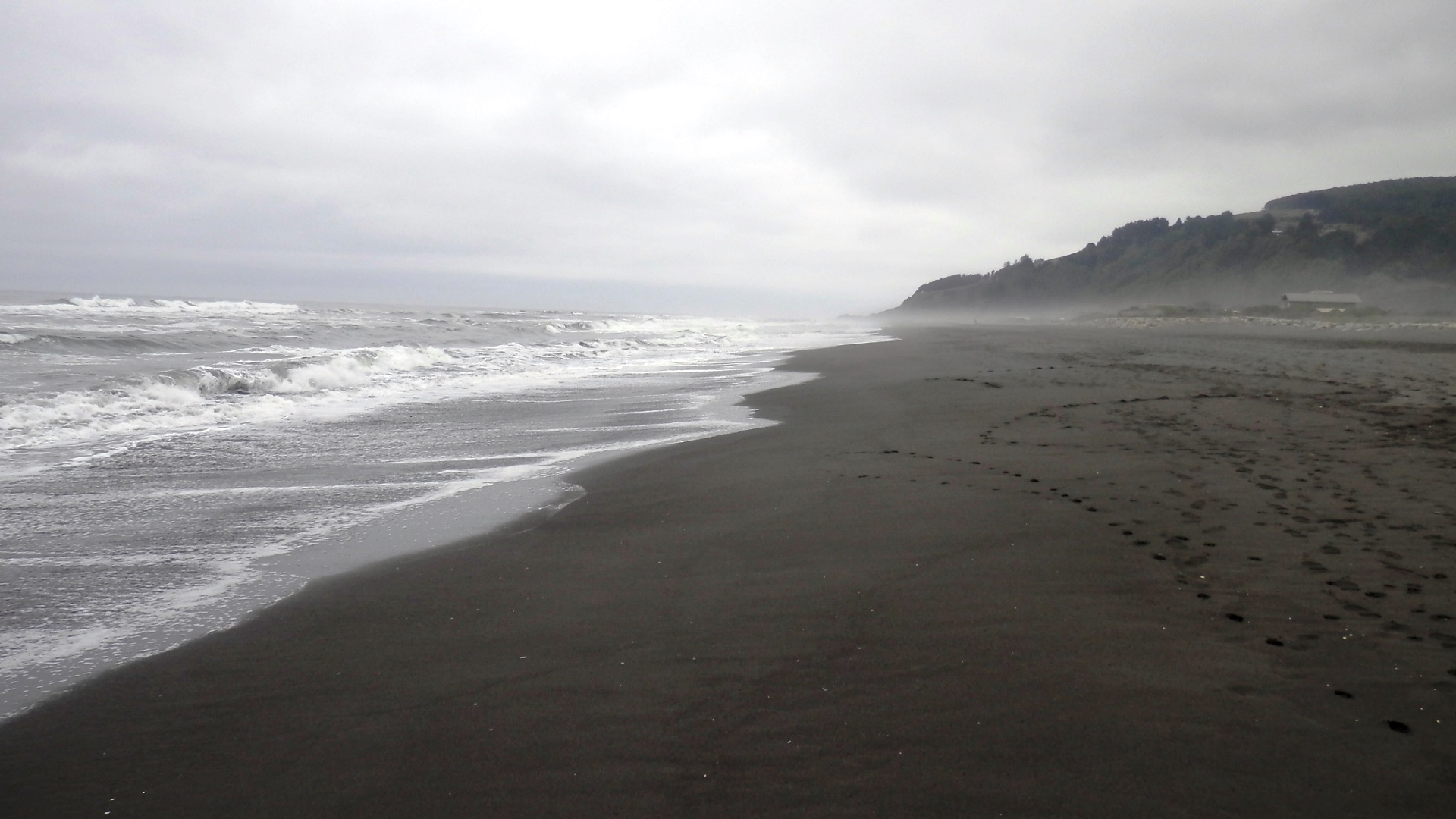
Vista de la playa de Lipimávida.

En la localidad se llevan a cabo plantaciones y producciones de papayas.

## Servicios
En la localidad existe una escuela de carácter municipal (Escuela Playa Linda), y una posta rural.